# Huttonaea
Huttonaea é um género botânico pertencente à família Orchidaceae. Trata-se do único gênero da tribo Diseae classificado na subtribo Huttonaeinae, estabelecida por Rudolf Schlechter em 1926, a qual Dariusz Szlachetko sugere estar melhor classificada como tribo Huttonaea. Este gênero é composto por apenas cinco espécies terrestres, todas da África do Sul, algumas endêmicas de áreas restritas mas onde sempre estão sujeitas às chuvas de verão, conforme as espécie, em campinas elevadas ou em florestas frescas dos sopés das montanhas. O nome deste gênero é uma homenagem ao descobridor da primeira espécie descrita.
Huttonaea crescem a partir de um tubérculo que origina plantas delicadas sem pilosidades, de caules que não passam de quarenta centímetros, com poucas folhas. A inflorescência não se ramifica e comporta poucas flores espaçadas ressupinadas, brancas ou lilases  com sépalas verdes e pétalas ocasionalmente unidas na base, com lâminas pubescentes e margens fimbriadas. O labelo é semelhante ao conjunto formado pelas pétalas. A coluna é curta, contém duas polínias com dois grandes viscídios bem afastados.
Análises moleculares recentes parecem indicar, dentro de sua tribo, um relacionamento mais próximo a Pterygodium e Corycium, entretanto mais estudo é necessário. Nada se sabe sobre a polinização deste gênero. Não há informações sobre Huttonaea em cultivo..

## Espécies
1. Huttonaea fimbriata (Harv.) Rchb.f. (1867)
2. Huttonaea grandiflora (Schltr.) Rolfe (1912)
3. Huttonaea oreophila Schltr. (1897)
4. Huttonaea pulchra Harv. (1863) - espécie tipo
5. Huttonaea woodii Schltr. (1906)